# Виктория Кальватоне
Викто́рия (из) Кальвато́не — древнеримская статуя 2-й половины II века, найденная в 1836 году в Кальватоне (Ломбардия). Редкий пример древнеримской бронзы, сохранившей свою позолоту, и единственная в бывшем СССР античная бронзовая статуя в человеческий рост. После Второй мировой войны попала в Государственный Эрмитаж, однако на обозрение публики не была представлена до декабря 2019 года.
Подкрашенная копия скульптуры входит в цветаевскую коллекцию слепков и демонстрируется в Римском зале Музея изобразительных искусств имени А. С. Пушкина.

## Описание
Женская фигура в длинном одеянии стоит на шаре с надписью «VICTORIAE AUG / ANTONINI ET VERI / MARCUS SATRIUS MAIOR» (CIL V 4089). Текст, говорящий о победе императоров Марка Аврелия и Луция Вера над варварскими племенами, позволяет уточнить датировку периодом их правления (161—169 гг. н. э.).
Подлинными частями скульптуры являются торс, голова, правая рука и сфера с надписью. Изначально скульптура была бескрылой — античная часть статуи не имеет следов крепежа крыльев и не была специально усилена, чтобы выдержать их тяжесть. Крылья, левая нога и левая рука, держащая пальмовую ветвь, были созданы немецкими реставраторами в начале 1840-х годов в соответствии с их пониманием иконографии римской богини победы Виктории.
Современные исследователи поставили под сомнение эту атрибуцию XIX века, так как на подлинных участках скульптуры виден фрагмент звериной шкуры, нехарактерный для изображений богини Виктории. Скорее всего, в античное время статуя могла изображать другого персонажа — возможно, богиню охоты Диану: символизируя смену времени суток, она, как правило, изображалась в длинном одеянии и стоя на шаре, к тому же в её иконографии имеются довольно близкие варианты, например, Диана Люцифера («несущая свет»).

## История

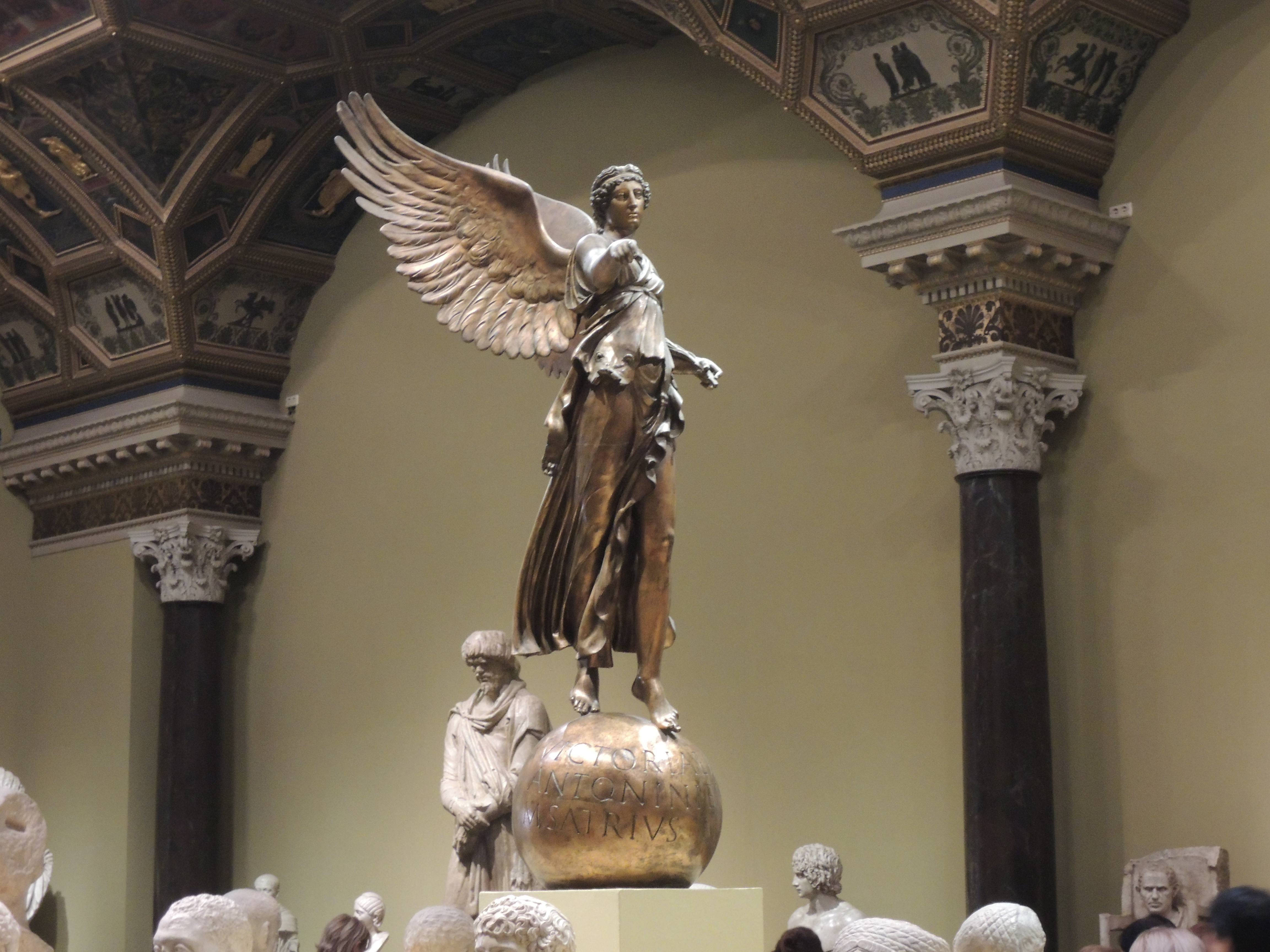
Слепок скульптуры в Римском зале ГМИИ имени А. С. Пушкина

Найденная в 1836 году крестьянами из селения Кальватоне (провинция Кремона, Ломбардия) — в честь которого она и получила своё название — скульптура была выкопана из земли в разбитом на фрагменты состоянии (торс, голова, правая рука и сфера с надписью). С 1840-х годов она находилась в Берлине, в коллекции Королевского Прусского музея, где в 1844 году подверглась воссозданию. Вплоть до 1939 года выставлялась в Старом музее, а с началом Второй мировой войны в числе прочих произведений искусства была перенесена в Имперский монетный двор на площади Молькенмаркт.
После Второй мировой войны статуя считалась утраченной; она была вновь обнаружена в 2010-х годах в Эрмитаже, где находилась с 1946 года в качестве советских трофейных ценностей. При поступлении в музей Виктория Кальватоне была внесена в инвентарь как французская скульптура XVII века. «Произведение классицизма» не представляло особого интереса для исследователей, поэтому скульптура, хранящаяся в спецфонде, на долгое время исчезла из внимания.
После того, как в начале XXI века были обнаружены документы, касающиеся перемещения статуи, началось её изучение. В 2016 году Эрмитаж и берлинский музей договорились о совместном исследовании произведения. В 2015—2019 годах статуя прошла реставрацию в лаборатории научной реставрации драгоценных металлов Государственного Эрмитажа. Во время работ по реставрации на внутренней стороне крыла богини была обнаружена дата реконструкции статуи — 1844 год. Несмотря на то, что античная скульптура не имела крыльев, специалисты решили не убирать добавления XIX века и сохранить Викторию Кальватоне в том виде, в каком она стала широко известна благодаря многочисленным копиям и репродукциям. Чтобы облегчить нагрузку на оригинальную бронзу, тяжелые (около 20 кг каждое) «немецкие» крылья были заменены на более лёгкие.
Реставрация осуществлена И. К. Малкиелем, заведующим Лабораторией научной реставрации драгоценных металлов Отдела научной реставрации и консервации Государственного Эрмитажа.
С 7 декабря 2019 по 8 марта 2020 скульптура демонстрировалась на выставке «Виктория Кальватоне: судьба одного шедевра», организованной совместно с Государственными музеями Берлина и проходящей в Римском дворике Эрмитажа.